# D’r Herr Maire

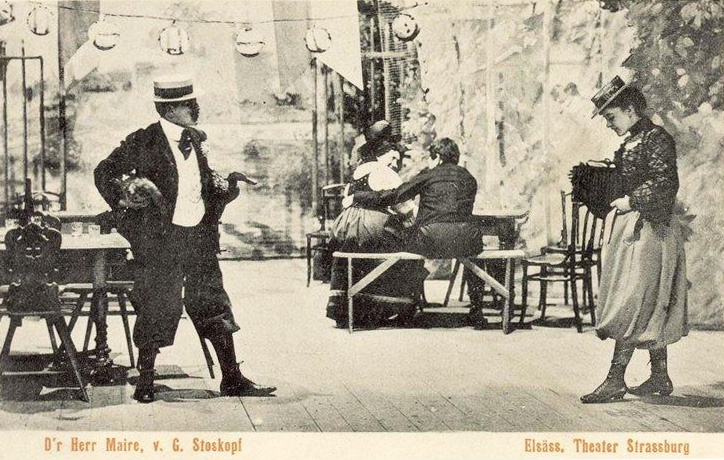
D’r Herr Maire

D’r Herr Maire („Der Herr Bürgermeister“) ist ein elsässisches Lustspiel von Gustave Stoskopf.

## Geschichte
1898 schrieb Gustave Stoskopf sein erstes Theaterstück D’r Herr Maire, kurz nachdem er mit Freunden das Elsässische Theater Straßburg (heute Théâtre Alsacien de Strasbourg) gegründet hatte. Das Stück wurde sofort ein großer Erfolg und wurde mehr als 220-mal in diesem Theater aufgeführt. 1908 besuchte Kaiser Wilhelm II. eine Vorstellung in Straßburg, in französischer Übersetzung wurde das Stück auch in Paris aufgeführt. Bis heute ist es beliebt bei Amateurtheatergruppen im Elsass, und auch das Théâtre de la Choucrouterie (Sauerkrauttheater) von Roger Siffer hat das Stück immer wieder im Programm. 1939 wurde das Theaterstück von Jacques Séverac verfilmt, als erster Film im Elsässer Dialekt, mit Untertiteln auf Französisch.
2022 hat der Historiker Nicolas Stoskopf, der Enkel des Autors, einen Verein gegründet, um die erhaltene, schlechte Kopie des Films zu restaurieren. Ende 2023 konnte die erste digitale Kopie in besserer Qualität vorgestellt werden.
Als erstes Lustspiel im Elsässer Dialekt gilt „Der Pfingstmontag“ (Le lundi de la Pentecote) von Johann Georg Daniel Arnold (1816).

## Theaterstück

### Personen
Nach

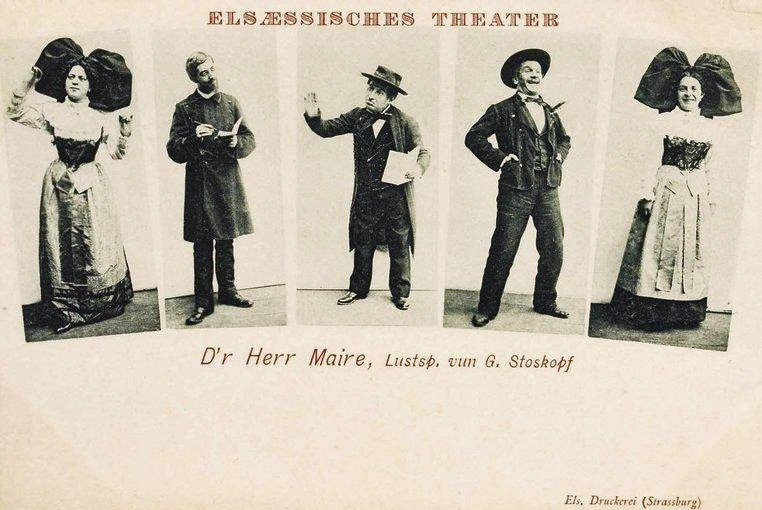
D’r Herr Maire 1908

- D’r Herr Maire – Wohlhabender Bauer und Bürgermeister.
- Marie, Grethl – Töchter des Herrn Maire.
- Fränz – alte Magd beim Herrn Maire.
- Dr. Freundlich – Privatgelehrter.
- Müller –  Regierungsassessor.
- Seppel – ein reicher Bauernsohn, Jerry – sein Freund.
- Pfeffer – Sohn eines Epiciers (Lebensmittelhändler) aus der Stadt.
- Morte Velte, Schiere Hans, Dirrebirels Dicker, Giltbür, Nejbierel – Gemeinderatsmitglieder.
- Ein Velocipedist und eine Velocipedistin.
- Doni – ein Bauernbursche, auch Kellner beim Dorffest. Ein Lump. Dorfpolizist. Lehrer. Briefbote. Besitzer eines Messtistandes (Jahrmarktstand).  Bauern, Bauernburschen, Bauernmädchen.

Alle Personen sind Elsässer, außer Dr. Freundlich und Müller, die als Beamte aus dem „Reich“, dem rechtsrheinischen Deutschen Reich stammen.

### Handlung
Nach
Die Handlung spielt in einem Dorf im Unterelsass, nicht weit von „der“ Stadt, also von Straßburg entfernt. Eine der beiden Töchter des Bürgermeisters, Marie, möchte einen jungen deutschen Gelehrten und Doktor der Philosophie, Dr. Freundlich, heiraten, den sie in der Stadt kennengelernt hat. Der Verehrer kommt ins Dorf, um ihr offiziell einen Heiratsantrag zu machen. Doch Marie hatte noch keine Gelegenheit, ihren Vater auf diese Bitte vorzubereiten. Allerdings will der Bürgermeister um keinen Preis einen Städter als Schwiegersohn haben und hat damit gedroht, jeden Stadtbewohner zu erschießen, der es wagt, um die Hand seiner Tochter anzuhalten. Tatsächlich hatte er Marie für den Sohn eines angesehenen Bauern aus der Region vorgesehen. Unter diesen Umständen würde sich Dr. Freundlich, dem die Töchter des Bürgermeisters die Lage erklärten, am liebsten zurückziehen. Mittlerweile hat der Bürgermeister einen Brief erhalten, in dem die Ankunft des Neffen des Kreisdirektors, Regierungsassessor Müller, angekündigt wird, ohne dass jemand weiß, wann er kommen wird und wer mit ihm über eine wichtige Angelegenheit sprechen soll, die den Bürgermeister persönlich betrifft. Da dieser auf eine Auszeichnung hofft, die er für hochverdient hält, kommt er nach vielen Zweifeln zu dem Schluss, dass Müller nur kommen kann, um ihm die gute Nachricht zu überbringen. Doch der Verehrer, den Marie ausgewählt hat, hat keine Zeit mehr, vor der Ankunft des Bürgermeisters zu fliehen. Grethl, Maries ältere Schwester, überredet Dr. Freundlich, sich als Müller auszugeben, um seine Anwesenheit in ihrem Haus zu rechtfertigen. Der Intellektuelle muss dem Bürgermeister in Begleitung eines Teils seines Gemeinderats auf einer Marathontour durch das Dorf folgen, um die schönsten Ställe, die schönsten Taubenschläge und die neuen Techniken zu bewundern, auf die die Bauern stolz sind. Am Ende des Dorffestes lernt Marie Pfeffer kennen, einen jungen Mann, zu dem sie während ihres Pensionats in der Stadt eine starke Zuneigung hegte und die, wie sich herausstellt, auf Gegenseitigkeit beruht. Endlich kommt der echte Müller: Die Täuschung wird aufgedeckt. Da Müller in Freundlich einen alten Bekannten erkennt, wird Maries erstem Verehrer nichts Schlimmes passieren und dieser kann die Verwechslung erklären. Auch Grethl, die der Bürgermeister für den Sohn eines der reichsten Bauern der Region, Seppl, vorgesehen hatte, erkennt in Seppls Freund Jerry einen Bekannten wieder, den sie bereits zuvor während des Dorffests in einem Nachbardorf kennengelernt hatte, und in dem sie jetzt den „Mann ihres Lebens“ erkennt. Als Müller schließlich tatsächlich kommt, um dem Bürgermeister zu verkünden, dass er die begehrte Auszeichnung erhalten hat, gibt der Bürgermeister in der Euphorie des Augenblicks seine Zustimmung zu allem, was man will, und seine Töchter können die Männer ihrer Wahl heiraten.

#### Kontext
Nach
Stoskopfs Stück kreierte ein neues Genre: Die in ihrer Zeit verankerten Komödie, die zu einer gesellschaftlichen, kulturellen und teilweise auch politischen Satire wird. Die Art der Handlung des Lustspiels findet man bei vielen Volksstücken aus der Zeit. Der Vater will für seine Töchter eine „gute Partie“, die Töchter wollen jemanden heiraten, den sie lieben.  Auch Verwechslungskomödien waren schon immer beliebt. Die Städter wissen wenig vom Leben auf dem Land und halten sich oft für etwas Besseres. Die Notablen sind hochmütig und ignorant, die einfachen Leute schlau und gewitzt.
Zum Erfolg des Stücks hat auch beigetragen, dass zu Beginn des 20. Jahrhunderts die Volkskunst wiederentdeckt wurde und mit ihr die Dialekte. Es gab das Gefühl, dass eine „heile Welt“ verschwindet, an die man sich gerne erinnerte.
Dem Film ist das Motto vorangestellt: „Allemand ne peut / Français ne puis / Alsacien suis.“ (Deutscher kann ich nicht sein / Franzose darf ich nicht sein / Ich bin Elsässer.)
Die Elsässer hatten sich zur Zeit des Stücks mit der deutschen Annexion abgefunden, waren aber keine begeisterten Deutschen. Die deutschen Beamten, die ins Elsass delegiert wurden, betrachteten das Elsass als ein Land, dem man Ruhe und Ordnung beibringen musste. Der einzig wahre Repräsentant der politischen Macht, Regierungsassessor Müller, erscheint in der Gestalt eines stereotypen Preußen mit schroffen, fast militärischen Manieren, der in Sätzen oder kurzen Erklärungen spricht und es gewohnt ist, zu befehlen und Gehorsam erwartet. Der Privatgelehrte Dr. Freundlich behandelt die Elsässer wie ein Forscher, der in Afrika eingeborene Stämme untersucht. Die Kritik des Autors an den Deutschen ist freundlich verpackt, aber für Einheimische offensichtlich. Auch die Elsässer werden nicht geschont: Der Vater ist ein Tyrann, der eine Bauernsohn ein Tölpel, ein Teilnehmer des Dorffests ein Trinker usw. Sie streiten sich gerne, richtig gut geht es ihnen nur, wenn sie bei einem Fest alle zusammen Essen, Trinken und Tanzen können.
Der Film hat einen zusätzlichen Epilog: Nach 1919 gehört das Elsass wieder zu Frankreich, der alte Maire ist gestorben, und sein Schwiegersohn ist sein Nachfolger.

### Sprache
Das Stück ist im Elsässischen geschrieben, ein alemannischer Dialekt. Vom Alemannischen in Deutschland unterscheidet sich das Elsässische durch die häufige Verwendung von französischen Wörtern, so wird z. B. durchgehend „danke“ durch „merci“ und „Bürgermeister“ durch „Maire“ ersetzt. Im Text des Stücks werden französische Wörter häufig nach der Aussprache und nicht orthografisch korrekt geschrieben, z. B.: „Un dass dich guet schicksch un Savuar-Wiewr an de Daö leisch!“ (Und du tust gut daran, ein Savoir-vivre an den Tag zu legen)